# Юзеф Лободовський
Ю́зеф Лободо́вський (пол. Józef Łobodowski; 19 березня 1909 — 18 квітня 1988) — польський письменник, поет, перекладач і публіцист. Перекладав з іспанської, російської та української на польську. Лободовський захоплювався українською культурою і пропагував її в Європі. Редактор тижневика «Волинь» (1937–1938). Лауреат УММАН — Української Могилянсько-Мазепинської Академії Наук.

## Біографічні відомості

### Дитинство
Раннє дитинство Юзефа Лободовського минуло в Любліні. 1914 року, після вибуху Першої світової війни, родину майбутнього поета евакуюють в глибину Росії. До 1917 року він живе у Москві, а потім переноситься на північ Кавказу, оселяючись в Єйську. Тут молодий Юзеф розпочинає навчання в російській гімназії. Відразу після цього, в період революції, вмирає батько майбутнього поета, а в дорозі до Польщі — старша сестра Яніна.
В 1922 році Стефанія Лободовська разом з дітьми, Вандою та Юзефом, повертається до Любліна, де Лободовський розпочинає навчання в знаменитій Гімназії ім. Яна Замойського. В 1928 він стає редактором шкільної газети «В сонце». Це двотижневик посвячений літературі, мистецтву, науці і життю, котрий видавала літературно талановита молодь тієї гімназії.
Будучи ще учнем середньої школи, він дебютує томом віршів Сонце через щілини (1929), потім Зоряний псалтир (1930). В 1931 році Лободовський отримує випускний атестат і розпочинає навчання в Люблінському Католицькому Університеті на факультеті права. В 1931-32 роках з'являються нові збірки поезій. Це є: У переддень та Про червону кров (другий конфіскують за образу релігії та моральності). У той час прізвище Лободовського знаходиться — поруч з Юзефом Чеховичем, Францішкою Арнштайновою і Казімєжом Анджеєм Яворським — у списку засновників Люблінської Спілки Письменників.
Студентський шлях юного «поета — скандаліста» триває недовго; демонстрування радикальних політичних поглядів студента першого курсу права, стає причиною того, що 5 лютого 1932 року, Юзефа Лободовського виключають з університету. Ці обставини, хоч і не назавжди, зробили неможливим для поета здобуття звання магістра, та це не мало впливу на його подальший поетичний доробок.
Люблінська літературна молодь зосередилася довкола доброго знайомого поета, Юзефа Чеховича і коли він в 1933 році переїхав у Варшаву, Лободовський йде слідом за ним, винаймає на Повіслі при Добрій 9 «спільну кімнату» разом з Генриком Доманським, Станіславом Пєнтаком, Броніславом Міхальським і Вацлавом Мрозовським. Проте за цією адресою автор Бенкету зачумлених перебуває не дуже часто, тому що в 1933-34 роках проходить військову службу в Школі Підхорунжих в Рівному («старанно приготовлений на загибель річник» — випророкує у вірші Рекрути), має редакторські обов'язки у Любліні, нарешті одружується з Ядвіґою Курилло (шлюб відбувається в Люблінській Архикатедрі 1 березня 1938 року. Подружжя триває два роки, Лободовські не мають дітей) і живе в іншому районі Варшави.
Про візіонерський, профетичний та символічний характер творів, зі схваленням висловлюються такі критики, як: Остап Ортвін, Тимон Терлецкі, Людвік Фриде, Казімєж Вика. В 1937 році Лободовський творить і видає політичний вертеп, коротко поновлюючи також «Люблінський Кур'єр», як продовження газети з 1930—1913 років. Запрошений до Луцька тодішнім воєводою Генриком Юзевським, засновує літературний тижневик «Волинь» (1937—1938), присвячений проблемі земельних рубежів та опозиційний в стосунку до політики уряду в стосунку до національних меншин. Прийняття пропозиції не було випадковим; Лободовський мав сентименти до «країни дитячих років» і віддавна цікавився українською проблемою, осуджуючи в публікаціях репресії польської влади в стосунку до українців і пропагуючи поєднання обидвох посварених націй. Друкувався під псевдонімом Стефан Курило. В тому часі публікує декілька віршів на українську тему, котрі пізніше увійшли до виданого в еміграції тому Золота грамота. До української теми він повертався ще неодноразово. Його вважають продовжувачем польської романтичної української школи. У гроні приятелів поет здобуває звання «отаман Лобода».

### Період війни
В останні дні серпня 1939 р. Лободовський розпочинає свою епопею солдата — блукача. Включений до війська, бореться під Вісьнічом, Ланьцутом, Болєховцем. Жаліє, що не захищає Варшави: «Не було мене при тобі, коли ти падала зруйнована / чорним снарядам ворога наскрізь відкрита». Після капітулювання, він пробирається в Угорщину, де перебуває в таборах для інтернованих. Там пише перші воєнні вірші під назвою З димом пожеж, котрі були видані в 1941 році в ніцейському Видавництві Самуєля Тишкєвіча.
Лободовський втікає з табору, через зелений кордон переходить до Франції і 10 листопада є в Парижі. В лютому 1940 р. його арештовують, потім звільняють до табору для демобілізуючих Військових в Нотр Дам де Ліврон під Тулузою. Там нелегально видає місячник «Повернемося» (10 номерів, по 60-80 сторінок кожен, вишукане художнє оформлення), заповнений статтями, котрі в захоплюючий і влучний спосіб обговорюють дану ситуацію. В серпні 1941 р. переправляється до Іспанії, з метою, як каже, дістатися через Португалію до Англії, до польського війська, проте по дорозі його затримують («Поезія» 1988, 5 номер) і на півтора року садять у в'язницю в Фіґуерас. Після звільнення поселяється на постійно в Мадриді.

### Іспанія в житті поета
В половині сорокових років Лободовський видає дві книжки іспанською мовою: Por nuestra libertad y vuestra (Мадрид 1945) і Literaturas eslavas (Мадрид 1946). З 1949 до 1974 року Лободовський співпрацює з польською секцією радіомовної станції Радіо Мадрид. Цей плідний творець збагачує польську літературу перекладами творів іспанських письменників: Лопе де Веги, Тірсо де Моліни, Кальдерона де ля Барки, Хосе Соррільї, Гарсія Лорки, Сан Хуана де ля Круса, Х. Р. Хіменеса та інших. Проте громадянства цієї держави не приймає. « Не скажу тобі: друга батьківщино, бо батьківщина це не обмінний вексель» — пише. Він є автором публікацій в еміграційних часописах, таких як лондонський «Вісті» (тут веде постійний фейлетон Мішок Юдів), «Білий Орел», також паризька «Культура» і «Історичні Зошити». Часто гостює у Парижі і Лондоні, де — його зараховують до грона найпопулярніших письменників — відіграє значну роль в еміграційному літературному житті. Як виявиться пізніше, довічне перебування Лободовського в Іспанії залишить слід в перекладах з іспанської поезії, котрі все-таки не будуть відомі у Польщі.
Еміграція
Не цілих пів століття тому Юзеф Лободовський переживає на чужині, не бачачи батьківської землі та рідної матері і сестри. Живе літературою — з дня у день щораз то більше, і політикою — щораз то менше. Публікує одинадцять томів поезії та сім повістевої прози. В 1947 році виходить «Молитва на війну» (Лондон), потім «Золота грамота» (Париж 1954), «Бенкет зачумлених» (Париж 1954), «Пісня про Україну» (Париж 1966), «Касиди і газелі» (Лондон 1961), «Червона весна» (1965), «Термінатори революції» (1966), «Ножиці Даліли» (1968), «Каудинське ярмо» (Лондон 1969), «Межова ріка» (1970), «Половина мандрівки» (Лондон 1987), «Дві книжки» (Париж 1984), «Mare Nostrum» (1986), «Пам'яті Суляміти» (Торонто 1987), «Рахунок сумління» (Париж 1987), «Дифірамби патетичні» (Лондон 1988). Крім згаданої вже «тетралогії» про події Юзефа Закшевського, Лободовський пише другу тритомну повість, побудовану також на власних спогадах, цього разу з періоду дитинства, котре провів в Україні в бурхливі роки революції і громадянської війни: «Очерети» (1955), «У станиці» (1958) та «Зворотний шлях» (1961). Увінченням його літературного доробку є також здобута в 1961 році нагорода «Культури».
Юзеф Лободовський помер від серцевого нападу в Мадриді 18 квітня 1988 року. Згідно з його волею, тіло кремували, прах перевезли до Любліна, поховали 22 жовтня 1988 року в могилі його матері на цвинтарі при вул. Ліповій. Літературну спадщину Лободовського взяли під свою опіку його приятелі з Лондона й Парижа.

### Про творчість
Багатий поетичний доробок автора Розмови з батьківщиною лише тепер в цьому виборі вперше доступний читачеві. Раніше його творчістю цікавилися дослідники сучасної польської літератури, м. ін.: в Торуні — Януш Кришак, у Катовицях — Тадеуш Клак, у Любліні — Юзеф Зємба, Людмила Сірик і Єжи Сьвєнх, у Кракові — Ришард Лужни. Також багато місця Лободовському посвятив Марек Залєскі в книзі Пригода другого авангарду (Ossolineum 1984) та Ірена Шиповска.
Виявляється, що творчості Лободовського не можна оминути розмовляючи про проблеми польської поезії, так другого міжвоєнного десятиліття, як і подій післявоєнної поезії. Лободовський займає в тих подіях визначне місце. Януш Кришак схарактеризував його так: «Схематично кажучи, Лободовський є поетом, уяву якого характеризує природна схильність до візіонерського сприйняття реальності, до транспортування переживань на записаний вже в мові літератури набір постійних уявлень і символів, котрі своєю поетичною активністю великою мірою завдячує традиціям романтичної української школи і культури Орієнтальної. Мова уявлень поеднана з патетичною риторикою, тонке відчуваннязмінного ритму поетичної польської мови, експресійність уяви та сенсуалізм, однорідність тональності почуттів, котра виражалася в поверненні постійних мотивів, і врешті тематичний наслідок зачарування Україною, запевнили поезії Лободовського окреме місце в нашій літературі. Настільки окреме, що сьогодні є, певно не безпідставно, осамітненим поетом, надзвичайно вільно пов'язаний з головними течіями еволюції польської сучасної поезії». Саме Україні він присвятив значну частину своєї творчості. Лободовський вважав, що союзницькі відносини з Польщею дозволять обом народам жити в злагоді, а спільні зусилля допоможуть протистояти агресивній та імперіалістичній російській експансії.

## Переклади українською
- Юзеф Лободовський. Очерети / пер. з пол. Андрія Бондара. — Тернопіль : Крок, 2022. — 464 с. — ISBN 978-617-692-711-2, 978-83-67170-84-0.[4]
- Юзеф Лободовський. У станиці / пер. з пол. Андрія Бондара. — Тернопіль : Крок, 2023. — ? с. — ISBN ?. (готується до друку)[5]